# 雷奈伊省
雷奈伊省（西班牙語：Provincia de Recuay），是秘魯的省份，位於該國北部安卡什大區，首府是雷奈伊，建於1949年9月30日，面積2,304平方公里，2007年人口19,102，人口密度每平方公里8.29人。
9°43′24″S 77°27′26″W / 9.723429°S 77.457215°W